# Pusztacsalád

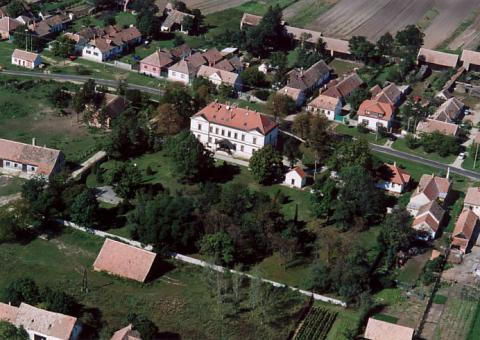
Pusztacsalád – uprostřed zámek Heller

Pusztacsalád je vesnice, která se rozkládá v okrese Sopron v župě Győr-Moson-Sopron, v severozápadní části Maďarska. Leží na pravém břehu říčky Kardos-ér a je vzdálena od okresního města Sopron zhruba 35 km jihovýchodně.
Rozloha obce je 24,06 km² a žije zde 263 obyvatel (2015).

## Sousední obce
Sousedními obcemi jsou Röjtökmuzsaj a Csapod na severu, Iván na jihu a Újkér na západě.

## Zajímavosti
- Římskokatolický kostel z roku 1740
- Zámek Heller (Heller-kastély) z roku 1890
- Socha svatého Štěpána (Szent István-szobor) z roku 1860